# Karjaküla (Türi)
Karjaküla – wieś w Estonii, w prowincji Järva, w gminie Türi.